# Harun Farocki
Harun Farocki, né le 9 janvier 1944 à Neutitschein, dans le Protectorat de Bohême-Moravie, et mort le 30 juillet 2014, est un réalisateur allemand.

## Biographie
Il a réalisé plus de 90 films, pour la plupart de courts documentaires expérimentaux. De 1966 à 1968 (entre 22 et 24 ans), il a suivi les cours de la Deutsche Film- und Fernsehakademie de Berlin avant d'enseigner lui-même à Berkeley (Californie) de 1993 à 1999.
Dans ses réalisations, il se penche sur les réflexions du dispositif filmique tel que les caméras de surveillance. Il travaille sur le texte et son adaptation ainsi que sur le "parler", il s'interroge sur le travail d'intonation qui peut paraitre très monotone selon la langue employée dans ses documentaires. Ses derniers travaux sont : Interface (1996) , I thought I was seeing convicts (2000), Eye machine 3, Serious games (2009-2010).

## Filmographie
La liste suivante constitue une filmographie partielle de Harun Farocki :
- 2007 : En sursis (Aufschub) (de) documentaire (40 minutes) sur le film de propagande inachevé, tourné dans le camp de transit de Westerbork (Pays-Bas) en 1944 par un prisonnier juif.
- 2004 : Rien sans risque (Nicht ohne Risiko)
- 1997 : The Expression of Hands (Der Ausdruck der Hände)
- 1996 : Apprendre à se vendre (Die Bewerbung)
- 1995 : Section (Schnittstelle)
- 1992 : Vidéogrammes d'une révolution (Videogramme einer Revolution)
- 1990 : La vie RFA (Leben BRD)
- 1988 : Images du monde et Inscription de la guerre (Bilder der Welt und Inschrift des Krieges)
- 1986 : Comme on le voit (Wie man sieht)
- 1984 : Peter Lorre Le Double Visage (Peter Lorre Das Doppelte Gesicht)
- 1983 : Une image (Ein Bild)
- 1983 : Jean-Marie Straub et Danièle Huillet tournent "Amerika" d'après Kafka (Jean-Marie Straub und Danièle Huillet bei der Arbeit an einem Film nach Franz Kafkas Romanfragment "Amerika")
- 1982 : Le Vietnam nous appartient (Etwas wird sichtbar)
- 1979 : Industrie et Photographie
- 1977 : Entre deux guerres (Zwischen zwei Kriegen) (de)
- 1974 : Présentateurs télé (Moderatoren im Fernsehen)
- 1973 : Colère contre les images (Der Ärger mit den Bildern)
- 1969 : Feu inextinguible (Nicht löschbares Feuer)
- 1967 : Les mots du président (Die Worte des Vorsitzenden) (court-métrage)

## Distinctions
- Membre de l'Académie des arts de Berlin (2009)[2].

## Expositions
- 2009 : Galerie nationale du Jeu de Paume.
- 23 novembre 2017 - 7 janvier 2018 : exposition et rétrospective, centre Georges-Pompidou, Paris[3].
- 27 octobre 2018 au 7 avril 2019 : exposition et rétrospective, intitulée "What Ought To Be Done ? Work and Life", MMCA de Séoul[4].

## Éditions DVD
- 2011 : Sortie en DVD chez Survivance de Images du monde et inscription de la guerre et En sursis, deux films qui s'interrogent sur la "lisibilité" des images.

## Publications
- Farocki Harun et Christa Blümlinger (textes réunis et présentés par), Reconnaître et poursuivre, Courbevoie, Théâtre typographique, 2002, 126 p. (ISBN 2-909657-21-3)
- Farocki Harun, Aux bords du documentaire, P.O.L, 2022, 216 p. (ISBN 978-2-8180-5651-6)

## Écrits traduits en français
- La guerre, inscrite sur les images du monde, Trafic n° 11, été 1994  (ISBN 2-86744-434-9). – Le commentaire du film Bilder der Welt und Inschrift des Krieges.
- Une extrême passion, Trafic n° 30, été 1999  (ISBN 2-86744-708-9). – Souvenirs de Holger Meins.
- Le point de vue de la guerre, Trafic n° 50, été 2004  (ISBN 2-84682-019-8). Exposé prononcé le 15 octobre 2003 à la Hochschule für Gestaltung (Karlsruhe).